# Denderleeuw
Denderleeuw este o comună neerlandofonă situată în provincia Flandra de Est, regiunea Flandra din Belgia. Comuna Denderleeuw este formată din localitățile Denderleeuw, Iddergem și Welle. Suprafața sa totală este de 13,77 km².  La 1 ianuarie 2008 avea o populație totală de 17.937 locuitori. 